# パブー&モジーズ
『パブー&モジーズ』（英: Paboo & Mojies、朝鮮語: 빠뿌야 놀자）は、日韓共同製作の幼児向けアニメ作品。日本においてはBSフジで2012年4月2日から2013年3月30日まで放送された。

## 概要
アルファベットや数字をモチーフにしたキャラクターのやりとりを通じて英語に親しむ、2歳から5歳の子供向けのアニメ。
ただし、作品自体は従来の教育アニメのような作風ではなく、エンターテインメントに徹した作りとなっている。
日本では2012年4月2日からBSフジで放送が開始された。
韓国においてはKBS第1テレビジョンで2012年5月5日から2013年5月18日まで放送が行われた。
また、セガトイズが文字のかたちからキャラクターに変形する玩具を開発し、その他関連玩具をタカラトミーアーツが販売することになった。

### モジーズ&YOU
2012年4月8日から2014年9月28日まで放送が行われていたパブー&モジーズの関連番組で実写版の子ども向け英語知育番組。
- 出演者
  - はいだしょうこ（2012年4月 - 2013年3月） - はいだしょうこお姉さん、MC
  - 本田望結 - ミユ、2013年4月からはMC
  - チーミー - チミチーミ、2013年4月からはMC
  - 鈴木翼（2013年4月 - 2014年9月） - つばさくん

## あらすじ
遠い昔、「モジーズブック」という本からモジーズという種族が生まれた。
そのモジーズの町であるモジーズタウンに暮らすのパブー・パンダ は、偶然「モジーズブック」を手に入れる。すると、その本から妖精のパピーが飛び出した。
その時から、パブーたちが困ったときはパピーが手助けしてくれるようになった。

## 登場キャラクター

### メインキャラクター
P-パブー・パンダ (Paboo Panda)
性別：♂
声：伊藤実華
元気いっぱいのパンダの男の子。
パピー (Pappy)
性別：♂
声：松宮可奈
妖精
R-ロージー・ラビット (Rosie Rabbit)
性別：♀
声：高井舞香
絵本やかわいいものが大好きなウサギの女の子。
D-デビッド・ドッグ (David Dog)
性別：♂
声：山野瞳
ダンスが得意な犬の男の子。
Z-ゾロ・ゼブラ (Zorro Zebra)
性別：♂
声：四反田マイケル
シマウマ
E-エマ・エレファント (Emma Elephant)
性別：♀
声：辻あゆみ
ゾウ
P-ピーター・ピッグ (Peter Pig)
性別：♂
声：佐藤ミチル
ブタ
P-ペギー・ピッグ (Peggy Pig)
性別：♀
声：村上陽菜
ブタ

### サブキャラクター

#### ガーディアンス
A-アリス・アリゲーター (Alice Alligator)
性別：♀
声：長内菜摘美
ワニ
B-ボビー・ベア (Bobby Bear)
性別：♂
声：諸星寛司
熊
C-クリス・キャメル (Chris Camel)
性別：♂
声：紀昌利
ラクダ
F-フランク・フラミンゴ (Frank Flamingo)
性別：♂
声：織間雅之
フラミンゴ
G-ジョージ・ジラフ (George Giraffe)
性別：♂
声：村上幸平
キリン
H-ハンナ・ヒポ (Hanna Hipo)
性別：♀
声：羽根博美
カバ
I-イアン・イグアナ (Ian Iguana)
性別：♂
声：梶川翔平
イグアナ
J-ジェシー・ジャガー (Jessie Jaguar)
性別：♀
声：藤井由佳
ジャガー
K-ケリー・カンガルー (Kerry Kangaroo)
性別：♀
声：杉山由恵
カンガルー
L-レオ・ライオン (Leo Lion)
性別：♂
声：木村はるか
ライオン
M-エムシー・マウス (MC Mouse)
性別：♂
声：村上幸平
鼠
N-ナンシー・ネッシー (Nancy Nessie)
性別：♀
声：加藤祐梨
ネッシー
O-オリバー・オランウータン (Oliver Orangutan)
性別：♂
声：松川央樹
オランウータン
Q-クインシー・クエイル (Quincy Quail)
性別：♀
声：梅里紗生
ウズラ
S-スティーブ・スネーク (Steve Snake)
性別：♂
声：マンモス西尾
蛇
T-トミー・タイガー (Tommy Tiger)
性別：♂
声：北山恭祐
虎
U-ウノ・ユニコーン (Uno Unicorn)
性別：♂
声：川原元幸
ユニコーン
V-ヴィーナス・ヴァルチャー (Venus Vulture)
性別：♀
声：花岡里奈
ハゲワシ
W-ウォルター・ホエール (Walter Whale)
性別：♂
声：丸山園美
鯨
X-クセノ・フォックス (Xeno Fox)
性別：♂
声：後藤啓介
狐
Y-ヨーク・ヤク (York Yak)
性別：♀
声：羽根博美
ヤク

#### ナンバグス
0-リサ・レディーバグ (Lisa Ladybug)
性別：♀
声：梅里紗生
テントウムシ
1-ダニエル・ドラゴンフライ (Daniel Dragonfly)
性別：♂
声：村上幸平
トンボ
2-キャロル・キャタピラー (Carol Caterpillar)
性別：♀
声：山田まいこ
青虫
3-ベティー・バタフライ (Betty Butterfly)
性別：♀
声：村上陽菜
蝶々
4-ギル・グラスホッパー (Gil Grasshopper)
性別：♂
声：福地慎太郎
バッタ
5-ブライアン・ビートル (Brian Beetle)
性別：♂
声：織間雅之
カブトムシ
6-ビリー・ビー (Billy Bee)
性別：♂
声：関根麻子
蜂
7-マリー・マンティス (Marie Mantis)
性別：♀
声：阿部彬名
カマキリ
8-スーザン・スパイダー (Susan Spider)
性別：♀
声：織田一穂
蜘蛛
9-サイモン・スタッグビートル (Simon Stag Beetle)
性別：♂
声：西森千豊
クワガタ

### その他のキャラクター
パット・パンダ (Pat Panda)
性別：♀
声：羽根博美
パンダ
ポール・パンダ (Paul Panda)
性別：♂
声：織間雅之
パンダ
キューティ・キャット (Cutie Cat)
性別：♀
声：山田まいこ
猫
セバスチャン・シープ (Sebastian Sheep)
性別：♂
声：北山恭祐
羊
スミス・シープ (Smith Sheep)
性別：♂
声：北山恭祐
羊
モジトレイン (Moji Train)
性別：♂
声：ロバートウォーターマン
モジツリー (Moji Tree)
性別：♂
声：上別府仁資
ケイト・カンガルー (Kate Kangaroo)
性別：♀
声：関根麻子
カンガルー
エレン・エレファント (Ellen Elephant)
性別：♀
声：辻あゆみ
ゾウ
エディ・エレファント (Eddie Elephant)
性別：♂
声：佐々健太
ゾウ
レイチェル・ラビット (Rachel Rabbit)
性別：♀
声：木ノ下ひよ子
ウサギ
ローズ・ラビット (Rose Rabbit)
性別：♀
声：内田愛美
ウサギ
ヒエヒエちゃん (Refrigerator Chan)
性別：♀
声：村上陽菜
女神 (Goddess)
性別：♀
声：井上喜久子
コモジーズ (Comogers)
声：SM☆SH

## スタッフ
- 企画 - セガトイズ
- 原作 - モージーすぎもと
- 原作設定 - 岡田有佳、木原幸恵、伊藤ゆき
- 総監督 - ねぎしひろし
- シリーズ構成 - 関島眞頼
- キャラクターデザイン - 水野貴子
- 小品デザイン - 水野貴子
- 背景監督 - BCHOI
- 背景デザイン - 中川博喜
- 色彩設計 - 水野貴子
- 撮影監督 - Tae-Heo
- 音響監督 - 菊池晃一
- 音楽 - 椎木よしずみ、スノーモービルズ、西岡和哉
- アニメーションプロデューサー - 折原信明
- プロデューサー - たかいひでゆき
- アニメーション制作協力 - ゼロジー
- アニメーション制作 - ウィーヴ、同友アニメーション
- 製作 - 杉本道俊

## 主題歌
オープニングテーマ「DA・BI・DA・GO!」
作詞・作曲・編曲 - 西岡和哉 / 歌 - はいだしょうこ
エンディングテーマ「モジモジモ〜ジモジ」
作詞・作曲・編曲 - 西岡和哉 / 歌 - mao

## 各話リスト
| 話数 | サブタイトル                     | シナリオ   | 絵コンテ                   | 作画監督                                                 |
| ---- | -------------------------------- | ---------- | -------------------------- | -------------------------------------------------------- |
| 1    | パブーのポケット                 | 関島眞頼   | さとうふみかず             | Chi-Man PARK、Jae-Woong KIM Sung-Soo YOUK、Geun-Sik SONG |
| 2    | ロージーのにじ                   | *          | さとうふみかず             | *                                                        |
| 3    | エマのたまご                     | 関島眞頼   | さとうふみかず             | Chi-Man PARK、Jae-Woong KIM Sung-Soo YOUK、Geun-Sik SONG |
| 4    | ペギーのピンク                   | 関島眞頼   | Chan-Young PARK Jae-Ho AHN | Chi-Man PARK、Jae-Woong KIM Sung-Soo YOUK、Geun-Sik SONG |
| 5    | デビッドのドーナツ               | 倉谷涼一   | Chan-Young PARK Jae-Ho AHN | Chi-Man PARK、Jae-Woong KIM Sung-Soo YOUK、Geun-Sik SONG |
| 6    | ゾロのジグザグ                   | 関島眞頼   | さとうふみかず             | Chi-Man PARK、Jae-Woong KIM Sung-Soo YOUK、Geun-Sik SONG |
| 7    | イアンのこおり                   | 倉谷涼一   | Chan-Young PARK Jae-Ho AHN | Chi-Man PARK、Jae-Woong KIM Sung-Soo YOUK、Geun-Sik SONG |
| 8    | エムシーのちず                   | 久保田雅史 | さとうふみかず             | Chi-Man PARK、Jae-Woong KIM Sung-Soo YOUK、Geun-Sik SONG |
| 9    | アリスのりんご                   | 加藤還一   | Chan-Young PARK Jae-Ho AHN | *                                                        |
| 10   | フランクのおはな                 | 倉谷涼一   | さとうふみかず             | *                                                        |
| 11   | ハンナのおうち                   | 関島眞頼   | さとうふみかず             | *                                                        |
| 12   | ピーターのかみとえんぴつ         | 久保田雅史 | Chan-Young PARK Jae-Ho AHN | *                                                        |
| 13   | レオのおてがみ                   | *          | Chan-Young PARK Jae-Ho AHN | *                                                        |
| 14   | エムシーのおつきさま             | 倉谷涼一   | さとうふみかず             | Chi-Man PARK、Jae-Woong KIM Sung-Soo YOUK、Geun-Sik SONG |
| 15   | ナンシーのきのみ                 | *          | さとうふみかず             | Chi-Man PARK、Jae-Woong KIM Sung-Soo YOUK、Geun-Sik SONG |
| 16   | ボビーのバナナ                   | *          | さとうふみかず             | *                                                        |
| 17   | ケリーのかぎ                     | *          | さとうふみかず             | *                                                        |
| 18   | ペギーのこうえん                 | *          | さとうふみかず             | *                                                        |
| 19   | トミーのき                       | *          | さとうふみかず             | *                                                        |
| 20   | ヴィーナスのバイオリン           | *          | Chan-Young PARK Jae-Ho AHN | *                                                        |
| 21   | スティーブのおかし               | *          | Chan-Young PARK Jae-Ho AHN | *                                                        |
| 22   | クセノのクリスマス               | 関島眞頼   | さとうふみかず             | Chi-Man PARK、Jae-Woong KIM Sung-Soo YOUK、Geun-Sik SONG |
| 23   | ジョージのギター                 | 倉谷涼一   | さとうふみかず             | Chi-Man PARK、Jae-Woong KIM Sung-Soo YOUK、Geun-Sik SONG |
| 24   | ジェシーのジュース               | *          | Chan-Young PARK Jae-Ho AHN | *                                                        |
| 25   | クインシーのじょおう             | *          | さとうふみかず             | *                                                        |
| 26   | エムシーのぎゅうにゅう           | 加藤還一   | Chan-Young PARK Jae-Ho AHN | Chi-Man PARK、Jae-Woong KIM Sung-Soo YOUK、Geun-Sik SONG |
| 27   | ロージーのゆびわ                 | *          | Chan-Young PARK Jae-Ho AHN | *                                                        |
| 28   | ウォルターのかぜ                 | *          | さとうふみかず             | *                                                        |
| 29   | クリスのカメラ                   | *          | Chan-Young PARK Jae-Ho AHN | *                                                        |
| 30   | パピーのパンケーキ               | *          | さとうふみかず             | *                                                        |
| 31   | ウノのかさ                       | *          | さとうふみかず             | *                                                        |
| 32   | オリバーのたまねぎ               | *          | Chan-Young PARK Jae-Ho AHN | *                                                        |
| 33   | ヨークのヨーグルト               | *          | さとうふみかず             | *                                                        |
| 34   | デビッドのゆめ                   | *          | Chan-Young PARK Jae-Ho AHN | *                                                        |
| 35   | エマのみみ                       | *          | さとうふみかず             | *                                                        |
| 36   | アリスのひこうき                 | *          | さとうふみかず             | *                                                        |
| 37   | ゾロのゼロ                       | 倉谷涼一   | Chan-Young PARK Jae-Ho AHN | Chi-Man PARK、Jae-Woong KIM Sung-Soo YOUK、Geun-Sik SONG |
| 38   | パブーのえほん                   | 加賀未恵   | Chan-Young PARK Jae-Ho AHN | Chi-Man PARK、Jae-Woong KIM Sung-Soo YOUK、Geun-Sik SONG |
| 39   | ロージーとレオのみぎとひだり     | 加藤還一   | さとうふみかず             | Chi-Man PARK、Jae-Woong KIM Sung-Soo YOUK、Geun-Sik SONG |
| 40   | フランクのはた                   | 久保田雅史 | さとうふみかず             | Chi-Man PARK、Jae-Woong KIM Sung-Soo YOUK、Geun-Sik SONG |
| 41   | エムシーのかがみ                 | 関島眞頼   | さとうふみかず             | Chi-Man PARK、Jae-Woong KIM Sung-Soo YOUK、Geun-Sik SONG |
| 42   | ジェシーのうわぎ                 | 加賀未恵   | Chan-Young PARK Jae-Ho AHN | Chi-Man PARK、Jae-Woong KIM Sung-Soo YOUK、Geun-Sik SONG |
| 43   | パブーとピーターのおすとひく     | 倉谷涼一   | さとうふみかず             | Chi-Man PARK、Jae-Woong KIM Sung-Soo YOUK、Geun-Sik SONG |
| 44   | ボビーのふうせん                 | 久保田雅史 | Chan-Young PARK Jae-Ho AHN | Chi-Man PARK、Jae-Woong KIM Sung-Soo YOUK、Geun-Sik SONG |
| 45   | ハンナのびょういん               | 加藤還一   | Chan-Young PARK Jae-Ho AHN | Chi-Man PARK、Jae-Woong KIM Sung-Soo YOUK、Geun-Sik SONG |
| 46   | ケリーのキッチン                 | 加賀未恵   | Chan-Young PARK Jae-Ho AHN | Chi-Man PARK、Jae-Woong KIM Sung-Soo YOUK、Geun-Sik SONG |
| 47   | アリスのアルバム                 | 倉谷涼一   | Chan-Young PARK Jae-Ho AHN | Chi-Man PARK、Jae-Woong KIM Sung-Soo YOUK、Geun-Sik SONG |
| 48   | ウォルターのみず                 | 加藤還一   | Chan-Young PARK Jae-Ho AHN | Chi-Man PARK、Jae-Woong KIM Sung-Soo YOUK、Geun-Sik SONG |
| 49   | クリスのくるま                   | *          | Chan-Young PARK Jae-Ho AHN | *                                                        |
| 50   | スティーブのしおとさとう         | 関島眞頼   | Chan-Young PARK Jae-Ho AHN | Chi-Man PARK、Jae-Woong KIM Sung-Soo YOUK、Geun-Sik SONG |
| 51   | パブーとピーターのモジーズブック | 久保田雅史 | Chan-Young PARK Jae-Ho AHN | Chi-Man PARK、Jae-Woong KIM Sung-Soo YOUK、Geun-Sik SONG |
| 52   | パブーのプレゼント               | 関島眞頼   | Chan-Young PARK Jae-Ho AHN | Chi-Man PARK、Jae-Woong KIM Sung-Soo YOUK、Geun-Sik SONG |

## 放送局
当初はBSフジのみの放送だったが、放送終了後から地方局で放送されるようになった。
| 放送地域   | 放送局             | 放送期間                     | 放送日時                                 | 放送系列       | 備考                          |
| ---------- | ------------------ | ---------------------------- | ---------------------------------------- | -------------- | ----------------------------- |
| 日本全域   | BSフジ             | 2012年4月2日 - 2013年3月30日 | 月曜 - 金曜 7:15 - 7:30 土曜 7:10 - 7:25 | BS放送         | リピート放送も 同じ時間で実施 |
| 日本全域   | キッズステーション | 2013年1月24日 - 不明         | 月曜 - 金曜 10:45 - 11:00                | CS放送         |                               |
| 静岡県     | テレビ静岡         | 2013年4月19日 - 不明         | 木曜 27:10 - 27:25                       | フジテレビ系列 |                               |
| 近畿広域圏 | 関西テレビ         | 2013年7月27日 - 不明         | 日曜 28:30 - 28:51                       | フジテレビ系列 |                               |
| 福岡県     | テレビ西日本       | 不明                         | 日曜 時刻不定期                          | フジテレビ系列 |                               |

## 雑誌掲載
講談社の児童誌、たのしい幼稚園、テレビマガジン、おともだちにおいて2012年4月号より掲載が行われている。